# Robinia hispida
Robinia hispida (L.) чекињасти багрем, ружичаста акација, је врста која припада потпородици Faboideae и породици Fabaceae. 

## Порекло врсте
Пореклом је из југоисточног дела Сједињених Држава, а присутна је и у другим областима, укључујући и друге регионе Северне Америке, као интродукована врста. Гаји се као украсна биљка, али може избећи култивацију и расти у дивљини.

## Опис
Овај листопадни жбун расте до 3 метра висине, често са жлездастим, чекињастим (хиспидним) стабљикама. Листови су перасти са до 13 листића. Ружичасти или љубичасти цветови су сакупљени у висећим гроздовима до 5 комада. Плод је равна махуна.
Варијација ове врсте која се назива ambatch (афричко махунасто дрво) налази се на Куби, позната је по својој екстремно ниској густини дрвета, отприлике четрдесет килограма на једном кубном метру, што је отприлике трећина густине балса дрвета.

## Ентоботаника
Чероки су имали неколико употреба за биљку. Користили су корен у медицинске сврхе за зубобољу. Хранили су краве инфузијом биљке као тоником. Дрво је било корисно за израду ограда, лукова и стрелица, као и за изградњу кућа.

## Подтаксони
Постоји најмање 5 варијетета:
- Robinia hispida var. fertilis - Арнотов чекиљасти багрем (Северна Каролина, Тенеси)
- Robinia hispida var. hispida - обични чекињасти багрем
- Robinia hispida var. kelseyi - Келсијев багрем (Северна Каролина, понекад се сматра да је настао као хортикултурна сорта, понекад се сматра посебном врстом)
- Robinia hispida var. nana - патуљасти чекињасти багрем (Налази се у Пијемонту и приобалној равници од Северне Каролине на југу до Алабаме, обично на сувим, песковитим земљиштима, понекад се сматра посебном врстом као R. nana)
- Robinia hispida var. rosea - Бојнтонов багрем (Северна Каролина, Тенеси, Јужна Каролина, Џорџија, Алабама)[6][7]

## Синоними
- Aeschynomene hispida Roxb. ex Steud. publ.
- Pseudo-acacia hispida (L.) Moench (1794)
- Robinia albicans Ashe (1923)
- Robinia boyntonii Ashe (1898)
- Robinia complexa K.Koch (1869)
- Robinia elliottii (Chapm.) Ashe (1903)
- Robinia fertilis Ashe (1923)
- Robinia glabrescens Hoffmanns. (1828)
- Robinia hirsuta Lindem. (1880)
- Robinia hispida var. boyntonii Ashe (1897)
- Robinia hispida var. elliottii Chapm. (1860)
- Robinia hispida var. fertilis (Ashe) R.T.Clausen (1940)
- Robinia hispida var. inermis G.Kirchn. (1864)
- Robinia hispida var. kelseyi (Cowell ex Hutch.) Isely (1982)
- Robinia hispida var. macrophylla DC. (1825)
- Robinia hispida f. macrophylla (DC.) Voss (1894)
- Robinia hispida var. nana (Elliott) DC. (1825)
- Robinia hispida var. rosea Pursh (1813)
- Robinia hispida f. rosea (Pursh) Voss (1894)
- Robinia hispida var. typica R.T.Clausen (1940)
- Robinia kelseyi Cowell ex Hutch. (1908)
- Robinia leucantha Rehder (1945)
- Robinia macrophylla (DC.) Schrad. ex G.Don (1832)
- Robinia michauxii Sarg. (1922)
- Robinia montana W.Bartram ex Pursh (1813)
- Robinia nana Elliott (1823)
- Robinia pallida Ashe (1923)
- Robinia pauciflora Ashe (1923)
- Robinia pedunculata Ashe (1923)
- Robinia rosea Loisel. (1812)
- Robinia speciosa Ashe (1922)
- Robinia unakae Ashe (1923)[8]